# Federico Barrandeguy
Federico Barrandeguy, vollständiger Name Federico Barrandeguy Martino, (* 8. Mai 1996 in Ombúes de Lavalle) ist ein uruguayischer Fußballspieler.

## Karriere
Der 1,76 Meter große Defensivakteur Barrandeguy steht seit der Saison 2014/15 im Kader des uruguayischen Erstligisten Montevideo Wanderers. In der Spielzeit 2014/15 wurde er dreimal (kein Tor) in der Primera División und einmal (kein Tor) in der Copa Libertadores 2015 eingesetzt. Es folgten in der Saison 2015/16 zwei weitere Erstligaeinsätze (kein Tor).
Nachdem sein Vertrag mit den Wanderers Ende 2019 ausgelaufen war, wechselte Barrandeguy im Januar 2020 ablösefrei nach Brasilien zum Botafogo FR aus Rio de Janeiro. Bei dem Klub erhielt er einen Kontrakt über zwei Jahre. In seinem ersten Jahr bei Botafogo kam Barrandeguy über die Rolle eines Reservespielers nicht hinaus. 2021 befand er keine Berücksichtigung mehr und blieb ohne Einsätze, auch nicht als Reservespieler, bei Botafogos Gewinn der Série B 2021, der zweiten nationalen Liga.
Nach dem Auslaufen seinen Vertrages, ging Barrandeguy in seine Heimat zurück, wo er im Januar 2022 einen Kontrakt bei Plaza Colonia unterschrieb. Seitdem tritt er für verschiedene Klubs seiner Heimat an.